# Rathaus (Aichach)

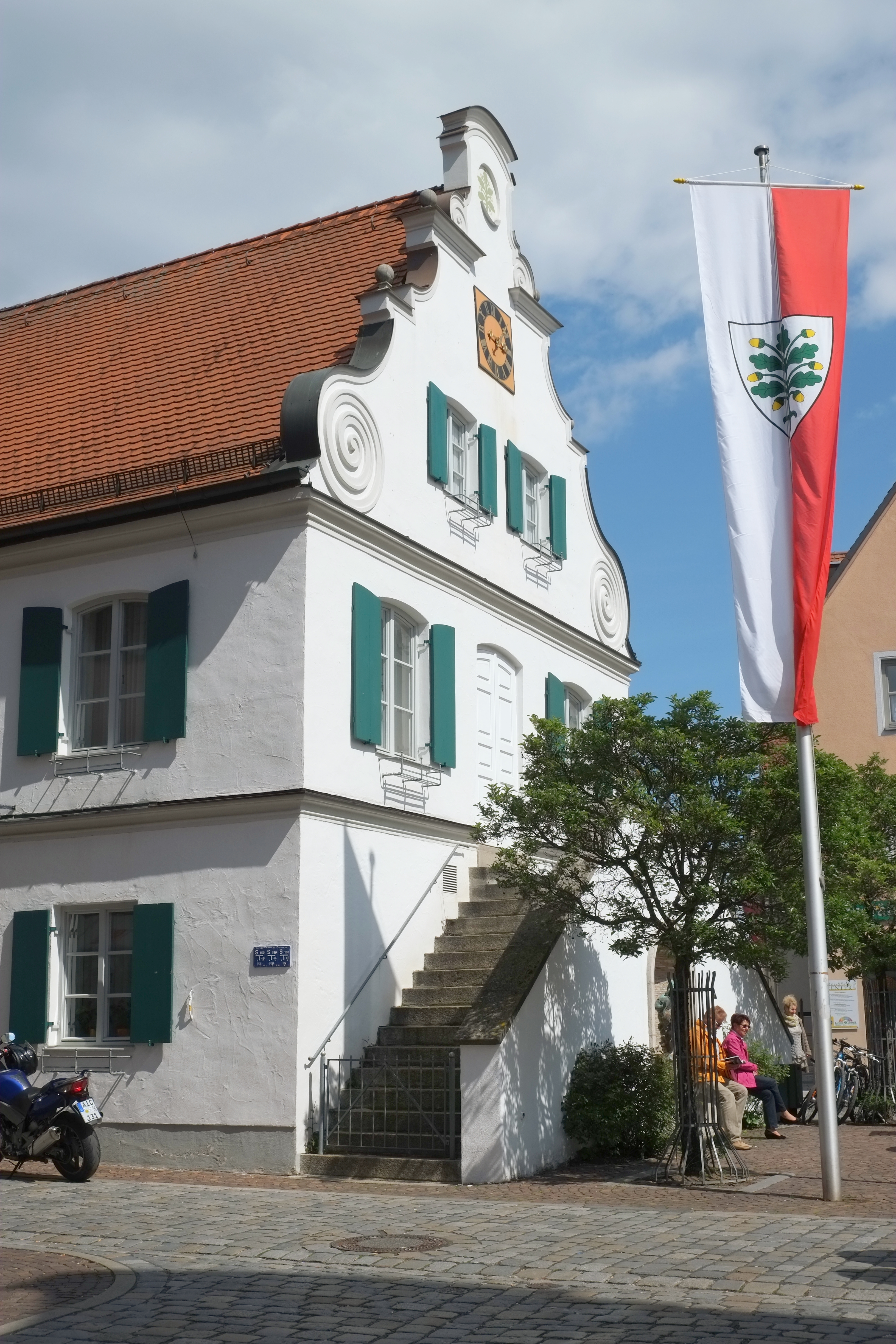
Rathaus in Aichach

Das Rathaus in Aichach, der Kreisstadt des Landkreises Aichach-Friedberg im bayerischen Regierungsbezirk Schwaben, wurde 1705/06 errichtet. Das Rathaus am  Stadtplatz 48 ist ein geschütztes Baudenkmal.

## Geschichte
Das Rathaus in der Mitte des Stadtplatzes wurde durch den Baumeister Andreas Adler an der Stelle des 1704 während des Spanischen Erbfolgekrieges zerstörten gotischen Vorgängerbaus errichtet. Der freistehende, zweigeschossige Satteldachbau mit Volutengiebeln und Freitreppe wurde mehrfach verändert. Im Erdgeschoss befanden sich lange Zeit die Schranne, das Brothaus, das Fleischhaus, die Waage und Läden. 
Im Jahr 1924 wurde nach Plänen von Jakob Rehle das Gebäude innen umgebaut. 1947/48 wurden die Läden und die Waage beseitigt.